# Orlando Cepeda
Orlando Manuel "Peruchin" Cepeda Pennes (Ponce, 17 de setembro de 1937 – Concord, 28 de junho de 2024) foi um jogador porto-riquenho de beisebol profissional da Major League Baseball que atuou como primeira base e é membro do National Baseball Hall of Fame. Foi eleito Novato do Ano em 1958, e MVP da National League em 1967, ano em que sua equipe, o St. Louis Cardinals, venceu a  World Series. Cepeda apareceu em três World Series e foi o primeiro vencedor do prêmio Edgar Martínez Award como melhor rebatedor designado da American League em 1973. Teve aproveitamento ao bastão de 30% ou melhor em 9 temporadas e em 14 temporadas apareceu em mais 100 partidas, a maioria delas durante a chamada "Second Deadball Era".
Cepeda nasceu em uma família muito pobre e seu pai, Pedro "Perucho" Cepeda, também jogador do beisebol em Porto Rico, influenciou o interesse de Cepeda no esporte ainda muito jovem. Seu primeiro contato com o beisebol profissional foi como bat boy do Santurce Crabbers de Porto Rico. Pedro Zorilla, o proprietário do time, persuadiu a família de Cepeda para que o deixasse participar da peneira do New York Giants. Jogou por muitas equipes das ligas menores antes de chamar a atenção dos Giants, que tinham acabado de se mudar para São Francisco.
Durante sua carreira de 17 anos, jogou pelo San Francisco Giants (1958–66),  St. Louis Cardinals (1966–68), Atlanta Braves (1969–72), Oakland Athletics (1972), Boston Red Sox (1973) e Kansas City Royals (1974). Cepeda foi selecionado sete vezes para o All-Star Game, se tornando o primeiro jogador de Porto Rico a ser convocado. Em 1978, Cepeda foi sentenciado a cinco anos de prisão acusado de porte de drogas. Ficou encarcerado por 10 meses e o restante em liberdade condicional. Em 1987, Cepeda foi contratado pelo San Francisco Giants para trabalhar como olheiro e "embaixador da boa vontade". Em 1999, Cepeda foi induzido ao Hall of Fame pelo Veterans Committee.

## Morte
Cepeda morreu no dia 28 de junho de 2024, aos 86 anos.